# Джордж Вилиърс
Джордж Вилиърс (на английски: George Villiers, 1st Duke of Buckingham), 1-ви херцог Бъкингам (от 1623 г.) е английски държавник, фаворит и министър на крал Джеймс I и крал Чарлс I.

## Биография
Джордж Вилиърс произхожда от неособено богат аристократичен род в графство Лестършър. През 1614 г. е представен на крал Джеймс I, който веднага е привлечен страстно от младия дворянин. Увлечението на краля е използвано от придворните за интрига срещу доскорошния фаворит граф Съмърсет. През 1615 г. графът е обвинен в убийство, арестуван и екзекутиран. През това време Вилиърс е произведен в рицар; получава титлите виконт Вилиърс (1616), граф Бъкингам (1617), маркиз (1618) и накрая херцог Бъкингам (1623). Постепенно Бъкингам получава множество други звания: щалмайстер, върховен съдия, лорд-стюард на Уестминстър и лорд-адмирал на Англия (1619). В края на царуването на Джеймс I Бъкингам е вече ръководител на правителството. Според свидетелства на съвременници двамата са имали любовна авантюра.
През 1620 г. Бъкингам е инициатор за агресивна външна политика на Англия, поддържайки влизането на страната в Тридесетгодишната война на страната на протестантските принцове. През 1622 г. той се сближава с уелския принц Чарлс и заедно с него предприема авантюристична разходка из Испания. Счита се, че именно конфликтът на Бъкингам с испанския кралски двор е причина за провала на брака на уелския принц с испанската инфанта и последващото обявяване от страна на Англия на война на Испания.
След смъртта на Джеймс I през 1625 г. на трона се възкачва Чарлс I. При него Бъкингам запазва влиянието си. Управлението на херцога предизвиква критиката на парламентарна опозиция, която го обявява за главен виновник за кралския произвол в страната и неуспешната външна политика, която води до война с Испания (1625-1630), Франция (1627-1629). Парламентът нееднократно обявява Бъкингам в предателство на националните интереси и иска да бъде съден.
На 23 август 1628 г. бившият военен Джон Фелтън влиза в апартамента на Бъкингам и го убива с удар с нож в гърдите. Погребан е в Уестминстърското абатство.